# مولد اشعه ایکس

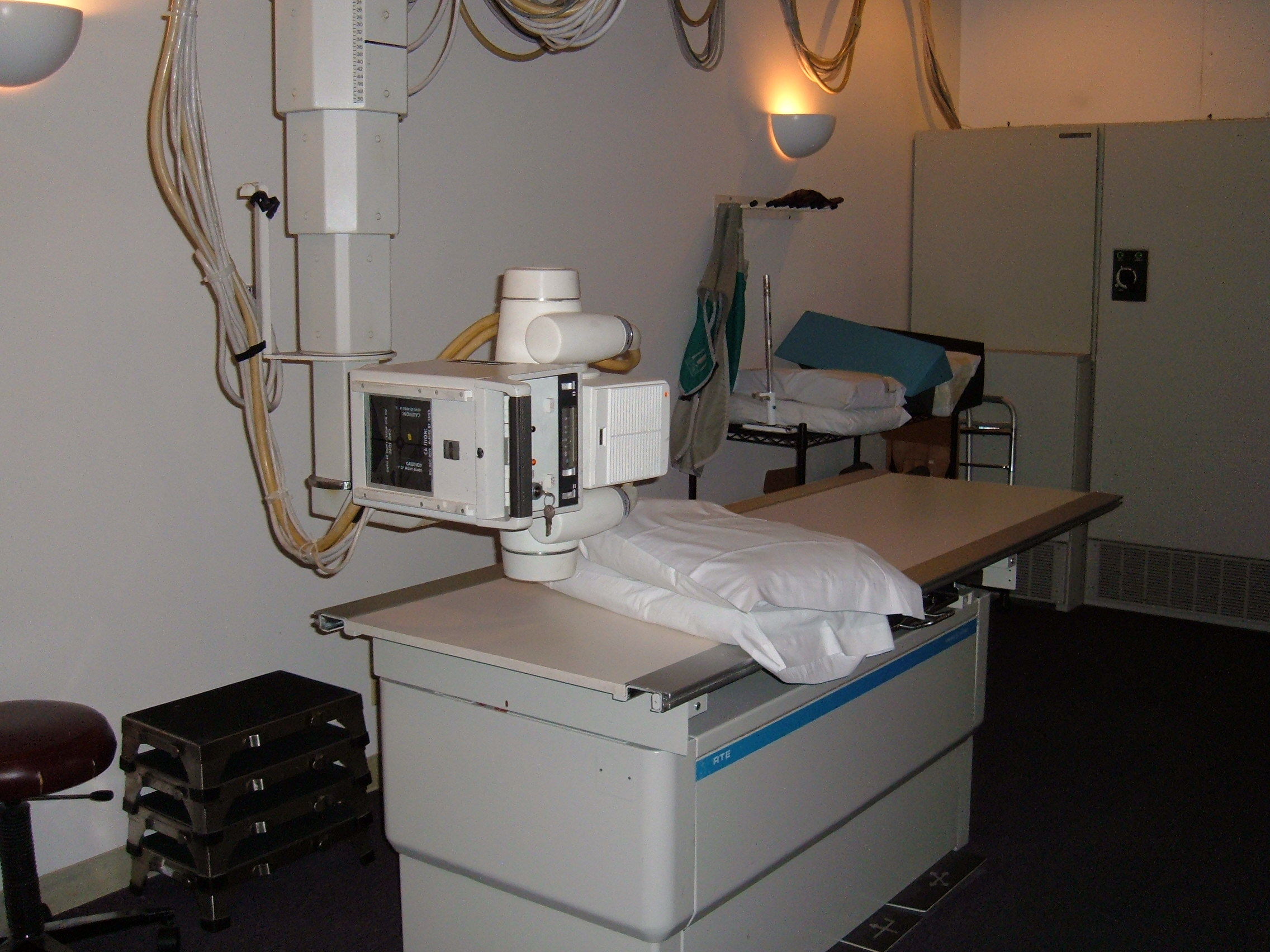
میز اتاق رادیولوژی محفظه پرتو ایکس 90 درجه برای رادیوگرافی قفسه سینه چرخانده می شود

مولد اشعه ایکس دستگاهی است که اشعه ایکس تولید می کند. همراه با آشکارساز اشعه ایکس ، معمولاً در کاربردهای مختلفی از جمله پزشکی ، فلورسانس اشعه ایکس ، بازرسی مونتاژ الکترونیکی و اندازه گیری ضخامت مواد در عملیات تولید استفاده می شود. در کاربردهای پزشکی، مولدهای اشعه ایکس توسط رادیوگرافها برای به دست آوردن تصاویر پرتو ایکس از ساختارهای داخلی (مثلاً استخوان) موجودات زنده و همچنین در عقیم سازی استفاده می شود .

## ساختار

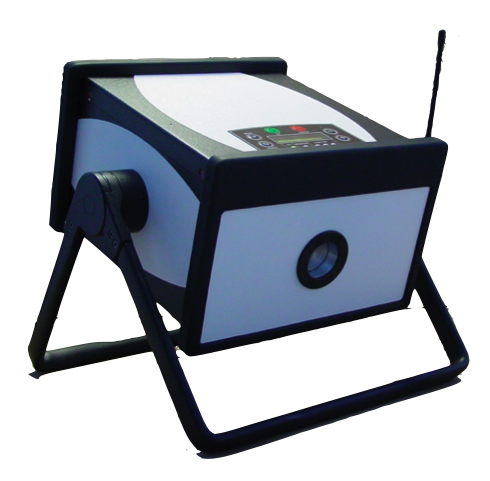
GemX-160 - مولد اشعه ایکس با باتری کنترل‌شده بی‌سیم قابل حمل برای استفاده در تست‌های غیر مخرب و امنیت.

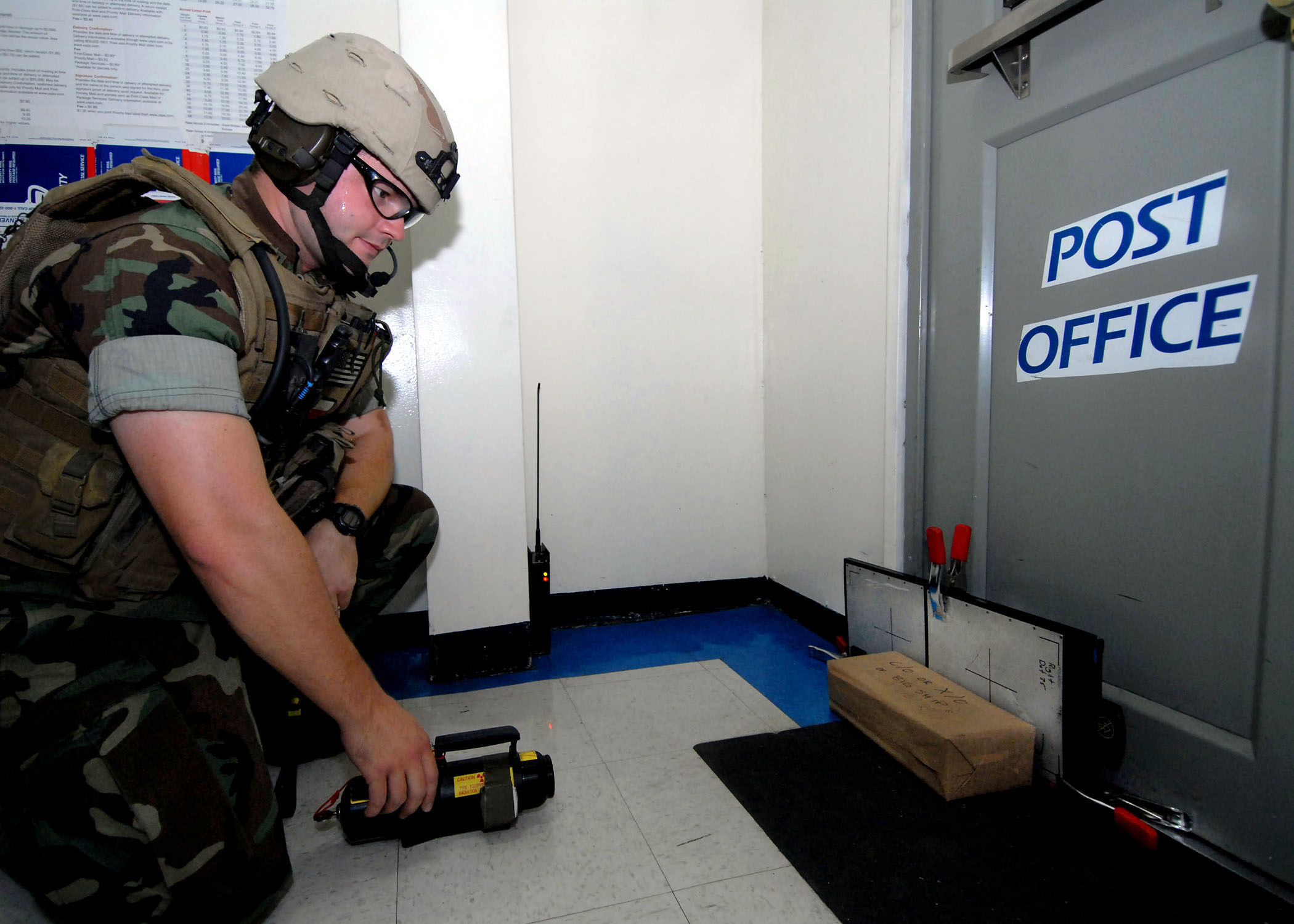
XR150 - مولد اشعه ایکس با باتری پالسی قابل حمل که در امنیت استفاده می شود.

یک مولد اشعه ایکس معمولاً حاوی یک لوله اشعه ایکس برای تولید اشعه ایکس است. احتمالاً می توان از رادیوایزوتوپ ها برای تولید اشعه ایکس نیز استفاده کرد.
لوله اشعه ایکس یک لوله خلاء ساده است که شامل یک کاتد می‌باشد که جریانی از الکترون‌ها را به خلاء هدایت می‌کند و یک آند که الکترون‌ها را جمع‌آوری می‌کند و از تنگستن ساخته شده است تا گرمای تولید شده در اثر برخورد را تخلیه کند. هنگامی که الکترون ها با هدف برخورد می کنند، حدود ۱٪ از انرژی حاصل به صورت اشعه ایکس ساطع می شود و ۹۹٪ باقی مانده به عنوان گرما آزاد می شود. به دلیل انرژی بالای الکترون‌هایی که به سرعت‌های نسبیتی می‌رسند، هدف معمولاً از تنگستن ساخته می‌شود، حتی اگر مواد دیگری به‌ویژه در کاربردهای XRF مورد استفاده قرار گیرند.
یک مولد اشعه ایکس همچنین نیاز به یک سیستم خنک کننده برای خنک کردن آند دارد. بسیاری از مولدهای اشعه ایکس از سیستم های چرخش آب یا روغن استفاده می کنند.

### تصویربرداری پزشکی

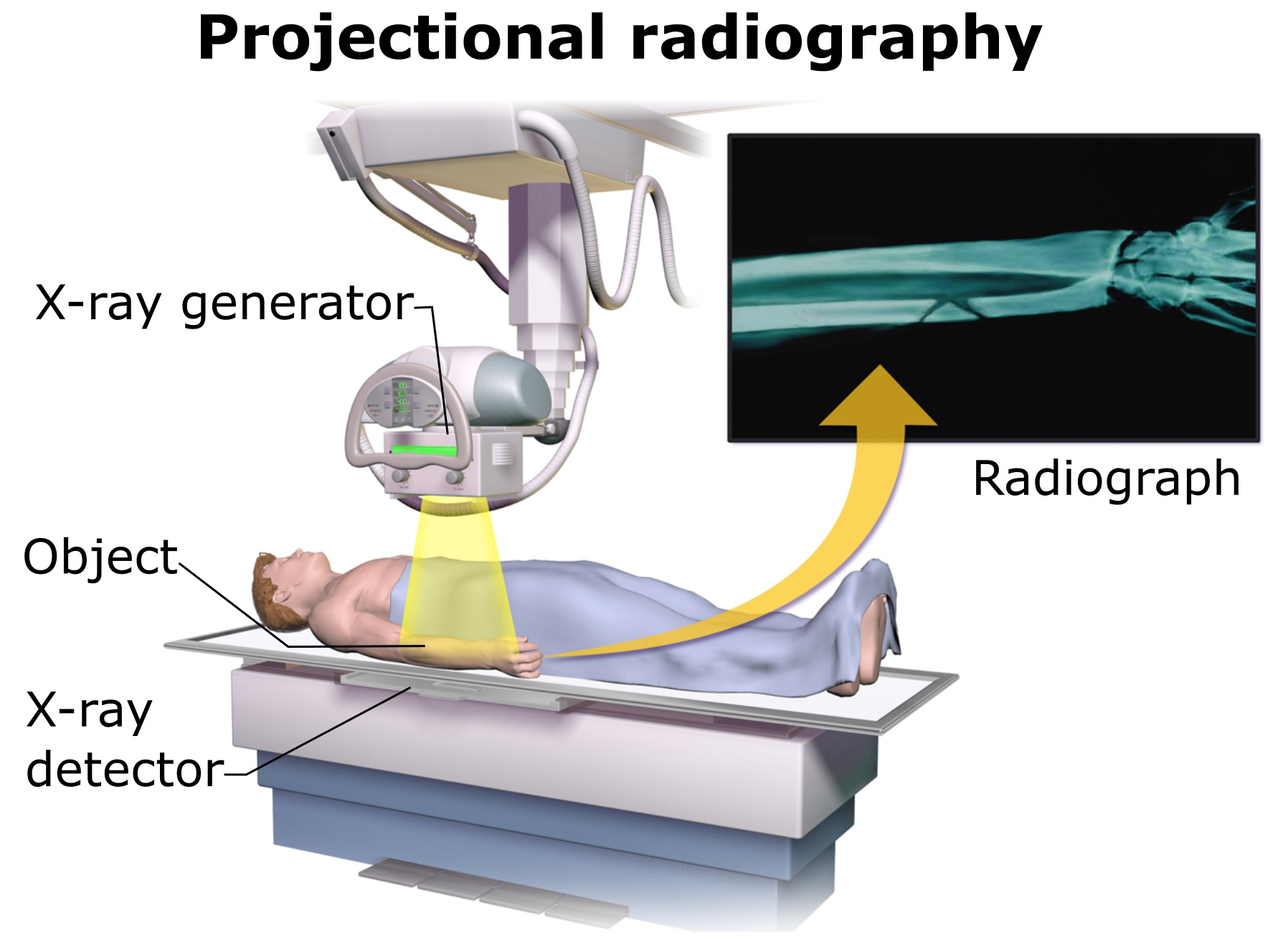
دستیابی به رادیوگرافی پروجکشنال ، با یک مولد اشعه ایکس و یک آشکارساز.

در کاربردهای تصویربرداری پزشکی، دستگاه اشعه ایکس دارای یک کنسول کنترلی است که توسط یک متخصص رادیولوژی برای انتخاب تکنیک های اشعه ایکس مناسب برای معاینه خاص استفاده می شود، منبع تغذیه ای که kVp (پیک کیلوولتاژ) مورد نظر را ایجاد و تولید می کند. mA(میلی آمپر، که گاهی اوقات به عنوان mAs شناخته می شود که در واقع mA ضربدر طول نوردهی مورد نظر است) برای لوله اشعه ایکس، و همچنین شامل خود لوله اشعه ایکس است.

## تاریخچه
کشف اشعه ایکس از آزمایش لوله های کروکس ، یک لوله تخلیه الکتریکی تجربی اولیه که توسط فیزیکدان انگلیسی ویلیام کروکس در حدود ۱۸۶۹-۱۸۷۵ اختراع شد، به دست آمد. در سال ۱۸۹۵، ویلهلم رونتگن اشعه ایکس را که از لوله‌های کروکس نشات می‌گرفت، کشف کرد و کاربردهای فراوان اشعه های ایکس بلافاصله آشکار شد. یکی از اولین عکس های اشعه ایکس از دست همسر رونتگن ساخته شد. این تصویر هم حلقه ازدواج و هم استخوان های او را نشان می داد. در ۱۸ ژانویه ۱۸۹۶ یک دستگاه اشعه ایکس به طور رسمی توسط هنری لوئیس اسمیت نمایش داده شد. یک واحد کاملاً کارآمد در نمایشگاه جهانی ۱۹۰۴ توسط کلارنس دالی به عموم معرفی شد.
در دهه های ۱۹۴۰ و ۱۹۵۰ از دستگاه های اشعه ایکس در فروشگاه ها برای کمک به فروش کفش استفاده می شد. اینها به عنوان فلوروسکوپ های مناسب کفش شناخته می شدند. با این حال، از آنجایی که اثرات مضر تشعشعات اشعه ایکس به درستی در نظر گرفته شد، در نهایت از دسترس برای استفاده کردن خارج شدند. استفاده از کفش برای اولین بار توسط ایالت پنسیلوانیا در سال ۱۹۵۷ ممنوع شد. (آنها بیشتر یک ابزار بازاریابی هوشمندانه برای جذب مشتری بودند تا یک کمک مناسب. ) جان جی ترامپ به همراه رابرت جی. ون دو گراف یکی از اولین مولدهای اشعه ایکس میلیون ولتی را توسعه دادند.

## بررسی اجمالی
یک سیستم تصویربرداری اشعه ایکس شامل یک کنسول کنترل مولد است که در آن اپراتور تکنیک های مورد نظر را برای به دست آوردن یک تصویر قابل خواندن با کیفیت (kVp، mA و زمان نوردهی) انتخاب می کند، یک مولد اشعه ایکس که جریان لوله اشعه ایکس، کیلو ولتاژ اشعه ایکس و زمان قرار گرفتن در معرض اشعه ایکس را کنترل می کند، یک لوله اشعه ایکس که کیلوولتاژ و میلی آمپر را به اشعه ایکس واقعی تبدیل می کند و یک سیستم تشخیص تصویر که می تواند یک فیلم (فناوری آنالوگ) یا یک سیستم ضبط دیجیتال و یک PACS باشد.

## کاربردها
دستگاه‌های اشعه ایکس در مراقبت‌های بهداشتی برای تجسم ساختارهای استخوانی، در حین جراحی‌ها (به ویژه ارتوپدی) برای کمک به جراحان در اتصال مجدد استخوان‌های شکسته با پیچ یا صفحات ساختاری، کمک به متخصصان قلب در تعیین محل عروق مسدود شده و هدایت استنت‌گذاری یا انجام آنژیوپلاستی و سایر بافت های متراکم مانند تومورها استفاده می‌شوند.کاربردهای غیر پزشکی شامل امنیت و تجزیه و تحلیل مواد است.

### پزشکی

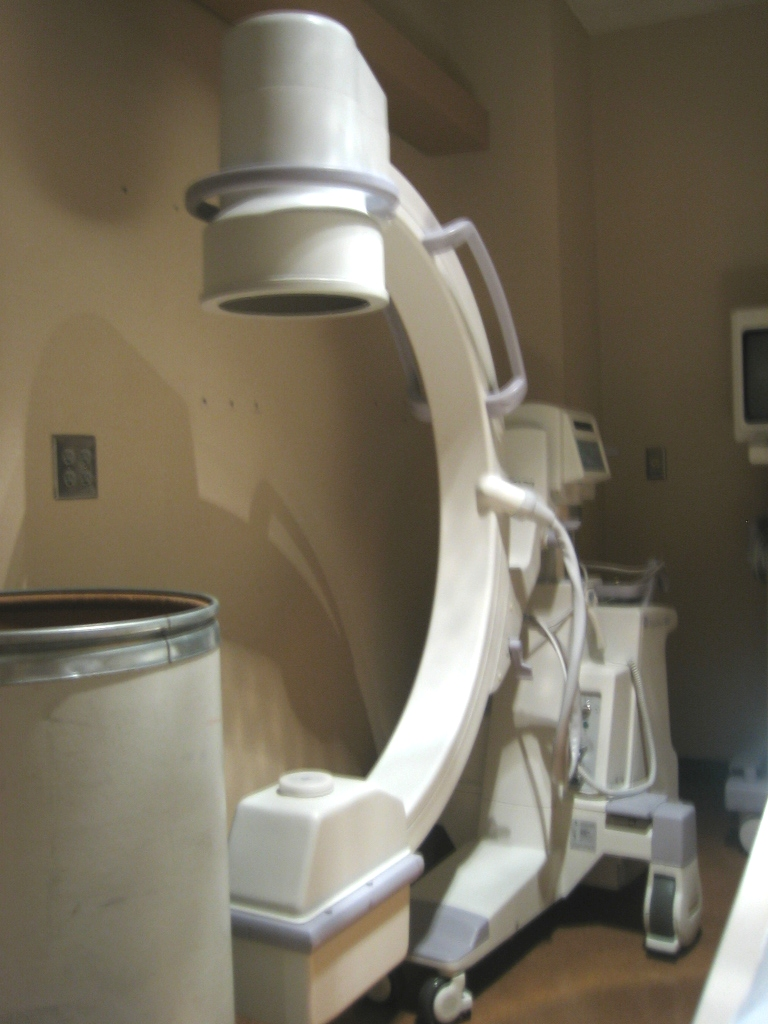
واحدهای فلوروسکوپی متحرک می توانند تصاویر را به طور مداوم تولید کنند.

زمینه های اصلی که در آن دستگاه های اشعه ایکس در پزشکی استفاده می شود ، رادیوگرافی، رادیوتراپی و روش های فلوروسکوپی هستند . رادیوگرافی عموماً برای تصاویر سریع و بسیار نافذ استفاده می‌شود و معمولاً در مناطقی با محتوای استخوانی بالا استفاده می‌شود، اما می‌تواند برای جستجوی تومورها مانند تصویربرداری ماموگرافی نیز استفاده شود. برخی از اشکال رادیوگرافی عبارتند از:
- ارتوپانتوموگرام - عکس پانورامیک از فک که تمام دندان ها را به طور همزمان نشان می دهد
- ماموگرافی - اشعه ایکس از بافت پستان
- توموگرافی - تصویربرداری اشعه ایکس در بخش ها

در فلوروسکوپی، تصویربرداری از دستگاه گوارش با کمک یک ماده کنتراست رادیویی مانند سولفات باریم که در برابر اشعه ایکس مات است، انجام می شود.
رادیوتراپی - استفاده از پرتوهای اشعه ایکس برای درمان سلول های سرطانی بدخیم و خوش خیم، یک روش و کاربرد بدون نیاز به تصویربرداری
فلوروسکوپی در مواردی استفاده می شود که تجسم در زمان واقعی ضروری است (و بیشتر در زندگی روزمره در امنیت فرودگاه با آن مواجه می شود). برخی از کاربردهای پزشکی فلوروسکوپی عبارتند از:
- آنژیوگرافی - برای بررسی رگ های خونی در زمان واقعی همراه با قرار دادن استنت ها و سایر روش ها برای ترمیم عروق مسدود شده استفاده می شود.
- تنقیه باریم - روشی که برای بررسی مشکلات روده بزرگ و دستگاه گوارش تحتانی استفاده می شود
- بلع باریم - شبیه تنقیه باریم است، اما برای بررسی دستگاه گوارش فوقانی استفاده می شود.
- بیوپسی - برداشتن بافت برای معاینه
- مدیریت درد - برای دیدن و راهنمایی بصری سوزن‌ها برای تجویز/تزریق داروهای ضد درد، استروئیدها یا داروهای مسدودکننده درد در سراسر ناحیه ستون فقرات استفاده می‌شود.
- روش‌های ارتوپدی - برای هدایت قرار دادن و برداشتن صفحات تقویت‌کننده ساختار استخوان، میله‌ها و سخت‌افزار بست که برای کمک به روند بهبود و ترمیم ساختارهای استخوانی به درستی با هم استفاده می‌شود.

اشعه ایکس پرتوهای یونیزه کننده و نافذ بالایی دارد، بنابراین از دستگاه های اشعه ایکس برای عکس برداری از بافت های متراکم مانند استخوان ها و دندان ها استفاده می شود. این به این دلیل است که استخوان‌ها تشعشعات را بیشتر از بافت نرم با تراکم کمتر جذب می‌کنند. اشعه ایکس از یک منبع از بدن عبور می کند و به یک کاست عکاسی می رسد. مناطقی که تشعشع جذب می‌شود به صورت سایه‌های روشن‌تر خاکستری (نزدیک به سفید) ظاهر می‌شوند. این می تواند برای تشخیص شکستگی استخوان استفاده شود.

### امنیت

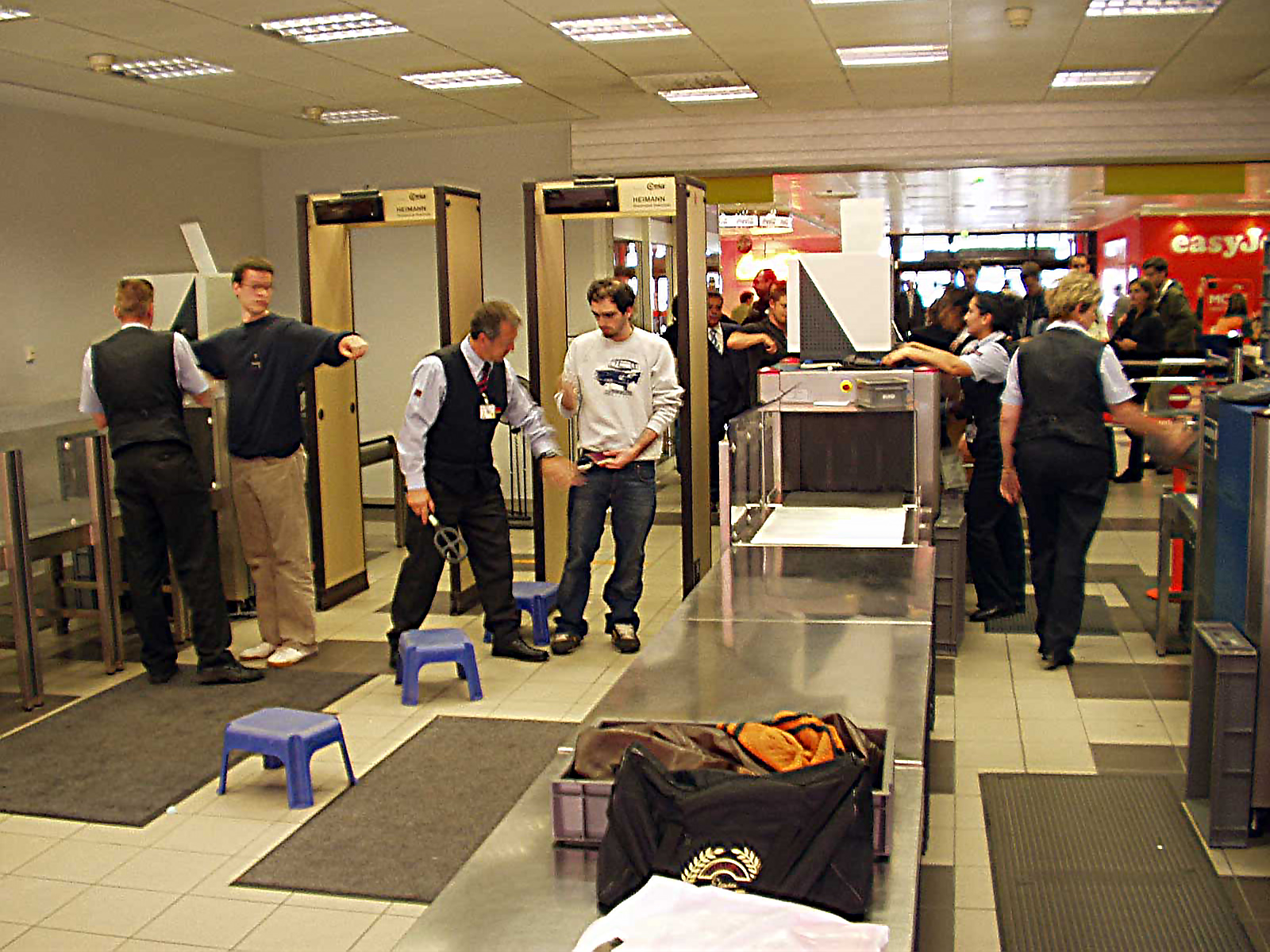
دستگاه بازرسی چمدان دستی در فرودگاه شونفلد برلین.

دستگاه های اشعه ایکس برای غربالگری اشیا به صورت غیر تهاجمی استفاده می شوند. چمدان‌ها در فرودگاه‌ها و چمدان‌های دانش‌آموزان در برخی مدارس از نظر سلاح‌های احتمالی از جمله بمب بررسی می‌شوند. قیمت این اشعه ایکس چمدان از ۵۰۰۰۰ دلار تا ۳۰۰۰۰۰ دلار متغیر است. بخش های اصلی یک سیستم بازرسی چمدان اشعه ایکس عبارتند از: مولد مورد استفاده برای تولید اشعه ایکس، آشکارساز برای تشخیص تشعشع پس از عبور از چمدان، واحد پردازشگر سیگنال (معمولاً یک رایانه شخصی) برای پردازش سیگنال دریافتی از آشکارساز، و یک سیستم نقاله برای جابجایی چمدان ها به داخل سیستم. همانطور که در شکل نشان داده شده است، مولد اشعه ایکس با باتری پالسی قابل حمل که در بررسی امنیتی استفاده می شود، تجزیه و تحلیل ایمن تری را برای پاسخگویان EOD از هرگونه خطر احتمالی هدف ارائه می دهد.

#### عملکرد
هنگامی که چمدان بر روی نوار نقاله قرار می گیرد، توسط اپراتور به داخل دستگاه منتقل می شود. یک فرستنده و گیرنده مادون قرمز برای تشخیص چمدان هنگام ورود به تونل وجود دارد. این مجموعه سیگنال روشن شدن مولد و سیستم پردازش سیگنال را می دهد. سیستم پردازش سیگنال سیگنال های دریافتی از آشکارساز را پردازش می کند و یک تصویر را بر اساس نوع مواد و چگالی مواد داخل چمدان بازتولید می کند. این تصویر سپس به واحد نمایش ارسال می شود.

#### طبقه بندی رنگ

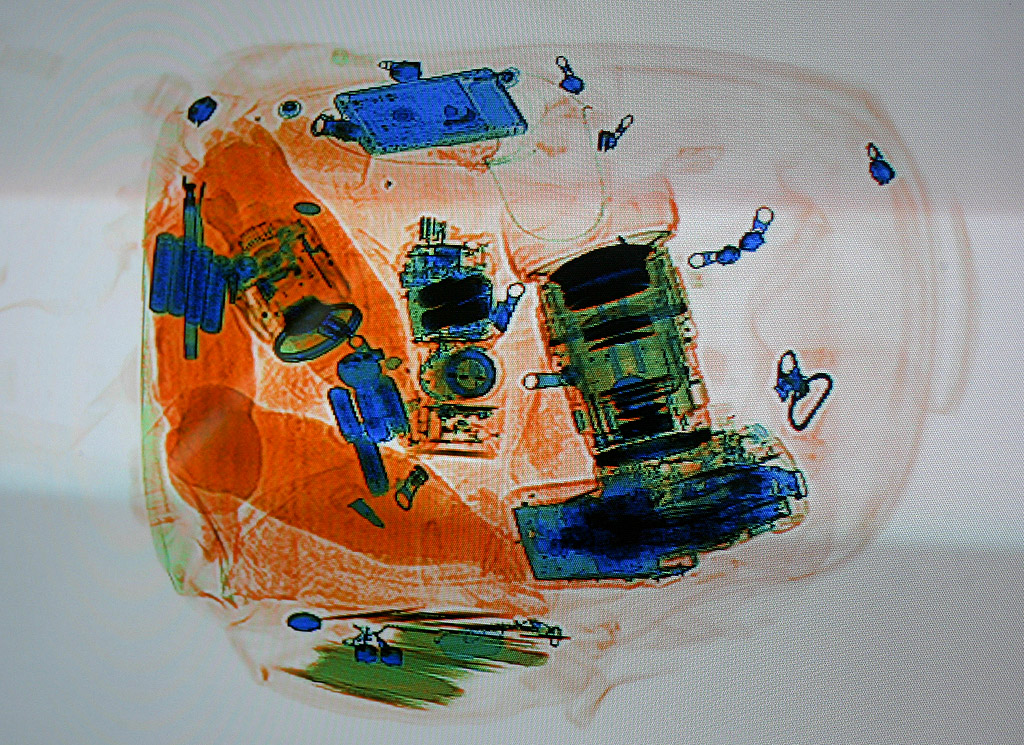
تصویر اشعه ایکس از یک کوله پشتی. مواد آلی و معدنی در استفاده از تکنیک های انرژی دوگانه متمایز می شوند.

رنگ تصویر نمایش داده شده به ماده و چگالی مواد بستگی دارد : مواد آلی مانند کاغذ، لباس و بیشتر مواد منفجره به رنگ نارنجی نمایش داده می شوند. مواد ترکیبی مانند آلومینیوم به رنگ سبز نمایش داده می شوند. مواد معدنی مانند مس به رنگ آبی و موارد غیرقابل نفوذ با رنگ مشکی نمایش داده می شوند (برخی از ماشین ها این رنگ را به رنگ سبز مایل به زرد یا قرمز نشان می دهند). تیرگی رنگ به چگالی یا ضخامت ماده بستگی دارد.
تعیین چگالی مواد توسط آشکارساز دو لایه به دست می آید. لایه های پیکسل های آشکارساز با یک نوار فلزی از هم جدا می شوند. این فلز پرتوهای نرم را جذب می‌کند و به طول موج‌های کوتاه‌تر و نافذتر اجازه می‌دهد تا به لایه پایینی آشکارسازها بروند و آشکارساز را به یک طیف‌سنج دو باندی خام تبدیل می‌کند.

## پیشرفت در فناوری اشعه ایکس

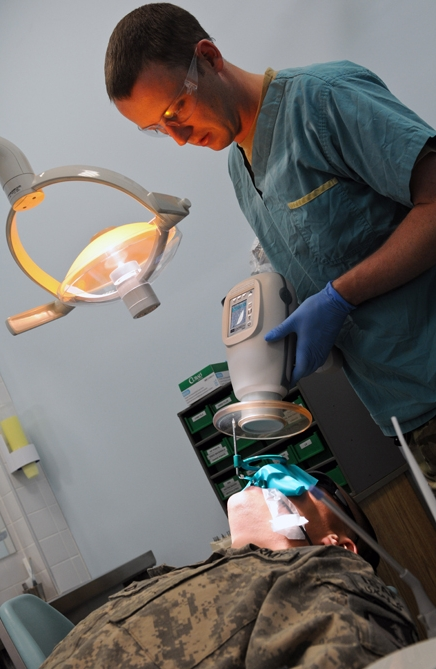
سیستم اشعه ایکس دیجیتال دندانپزشکی 5.5 پوندی (2.5 کیلوگرم) تحت آزمایش در سال 2011

فیلمی از نانولوله‌های کربنی (به‌عنوان کاتد) که در دمای اتاق الکترون‌ها را هنگام قرار گرفتن در معرض میدان الکتریکی از خود ساطع می‌کند، به یک دستگاه اشعه ایکس تبدیل شده است. آرایه ای از این ساطع کننده ها را می توان در اطراف یک مورد هدف قرار داد تا اسکن شود و تصاویر هر فرستنده را می توان توسط نرم افزار کامپیوتری جمع آوری کرد تا در کسری از زمانی که طول می کشد با استفاده از X- معمولی یک تصویر ۳ بعدی از هدف ارائه دهد. دستگاه اشعه این سیستم همچنین امکان کنترل سریع و دقیق را فراهم می کند و امکان تصویربرداری دردار فیزیولوژیکی آینده نگر را فراهم می کند.
مهندسان دانشگاه میسوری (MU)، کلمبیا ، منبع فشرده ای از اشعه ایکس و سایر اشکال تشعشع اختراع کرده اند. منبع تشعشع به اندازه یک آدامس است و می تواند برای ایجاد اسکنرهای قابل حمل اشعه ایکس استفاده شود. یک نمونه اولیه اسکنر اشعه ایکس دستی با استفاده از منبع می تواند در سه سال آینده ساخته شود.